# フランク・ディビュナー
フランク・ディビュナー(Frank, Viscount De Winne、1961年4月25日-)は、ベルギー空軍の軍人で、欧州宇宙機関(ESA)の宇宙飛行士である。ディルク・フリムーに次いで、宇宙を訪れた2人目のベルギー人となった。第21次長期滞在では、ESA所属の宇宙飛行士として初めて国際宇宙ステーションの船長を務めた。これは米露以外で初めてISSの船長を務めた宇宙飛行士にもなった。現在は、ケルンにある欧州宇宙飛行士センター(EAC)のセンター長を務めている。

## 教育
ディビュナーは、1979年にカデット王立学校を卒業した。1984年には王立軍事学校を卒業して工学の修士号を取得した。

## 軍歴
ディビュナーは、ティーネンにあるベルギー空軍の初等飛行学校を卒業した。卒業後は、パリのSEGEMに配属されるまで、ミラージュ5に乗った。1991年、ディビュナーはブリュッセルにある防衛大学のスタッフコースを首席で卒業した。1992年には、イギリスのボスコム・ダウンにある帝国テストパイロット学校からテストパイロットの学位とマッケンナ・トロフィーを授与された。
1992年12月から、少佐となったディビュナーはベルギー空軍でテストパイロットとしての任務に就いた。1994年1月から1995年4月まで、ボーヴシェンの第1飛行団の飛行安全を担当した。1995年4月から1996年7月まで、カリフォルニア州のエドワーズ空軍基地で勤務し、F-16の改良におけるレーダー試験を担当した。1996年から1998年8月までは、ベルギー空軍のシニアテストパイロットとして、全ての試験計画に携わり、将来の改良のために全ての試験機のインターフェースを担当した。
1997年2月12日、ディビュナーは、F16でレーワルデン近郊の渋滞密集地の上空を飛行中、エンジントラブルに陥った。搭載されたコンピュータが故障した後、ディビュナーは、アイセル湖に着水するか、人口密集地の上で射出座席で脱出するかの選択を迫られた。しかし、ディビュナーは壊れた飛行機をオランダの空軍基地に着陸させることができ、この功績により、アメリカ人以外としては初めてJoe Bill Dryden Semper Viper賞を受賞した。
1998年8月、ディビュナーは、ペーアーの第349飛行中隊の司令官となり、北大西洋条約機構によるバルカン半島でのアライド・フォース作戦の際、ディビュナーはオランダとベルギーの連合軍Deployable Air Task Forceを指揮し、17回の戦闘に参加した。この作戦における功績により、オランダ政府は彼にオレンジ・ナッソー勲章を授与した。
ディビュナーは、ミラージュ、F-16、トーネード、ジャガーで2300時間以上の飛行を経験した。彼はまた、Belgian Armed Forces Flying Personnel Associationの議長も務めた。
現在は、准将の階級にある。

## 宇宙飛行士としてのキャリア
1998年10月、ディビュナーは欧州宇宙機関によって宇宙飛行士の候補に選ばれた。2000年1月、ケルンの欧州宇宙飛行士センターのEuropean Astronaut Corpsに加わり、欧州宇宙技術研究センターのX38Crew Return Vehicle計画を技術的にサポートした。2001年8月、ディビュナーはモスクワ近郊のガガーリン宇宙飛行士訓練センターで訓練を受けた。訓練には、ソユーズのフライトエンジニアとしての訓練の他、国際宇宙ステーションの基礎的な訓練も含まれていた。
ディビュナーの最初の宇宙飛行は、2002年にソユーズTMA-1でフライトエンジニアとして国際宇宙ステーションを訪れ、ソユーズTM-34で帰還した。宇宙にいた間、ディビュナーは、生物学や物理学、教育等の23の実験を実施した。
国際宇宙ステーションの第16次長期滞在では、レオポルド・アイハーツのバックアップを務めた。
2007年9月20日、欧州宇宙機関は、ディビュナーが2009年に国際宇宙ステーションの6ヶ月のミッションに参加すると発表した。2008年11月21日、アメリカ航空宇宙局は、長期滞在のスケジュールを変更し、ディビュナーが第21次長期滞在の船長を務めることを公表した。2009年5月27日、ディビュナーはソユーズTMA-15で宇宙を訪れ、欧州宇宙機関所属の宇宙飛行士として初めて国際宇宙ステーションの指揮を執った。

## 私生活
ディビュナーは、レナ・クラークと結婚しており、以前の妻との間に3人の子供がいる。サッカーや料理が趣味である。また彼はU2の360°ツアーに国際宇宙ステーションから登場し、"Your Blue Room"と"In A Little While"を歌った。